# Mold Cape

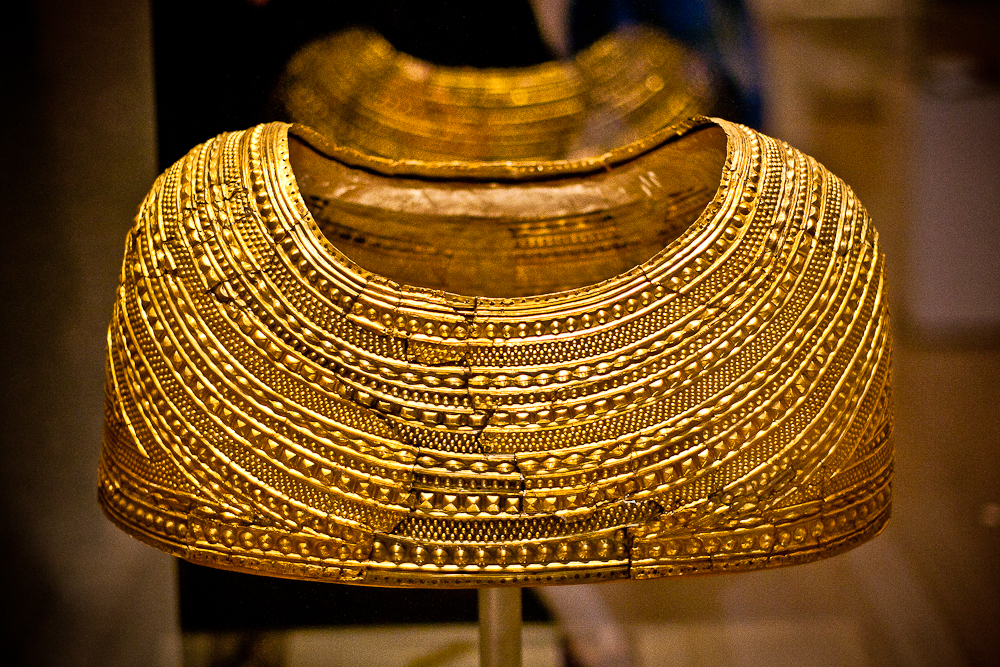
Mold Cape

Das 1833 von Laien zufällig gefundene Mold Cape (walisisch Clogyn Aur yr Wyddgrug) ist ein bronzezeitliches Goldobjekt aus der Zeit um 1900–1600 v. Chr. Es wurde in Stücken in einer Steinkiste, zusammen mit den Knochen eines Mannes, am „Bryn yr Ellyllon“ (Hügel der Feen, oder Goblins) in Mold, in Flintshire, in Wales gefunden. Das Cape ist vermutlich Teil einer zeremoniellen Bekleidung, mit religiösem Hintergrund. Der Fundort liegt in der Nähe der Kupfermine Great Orme bei der Küstenstadt Conwy.

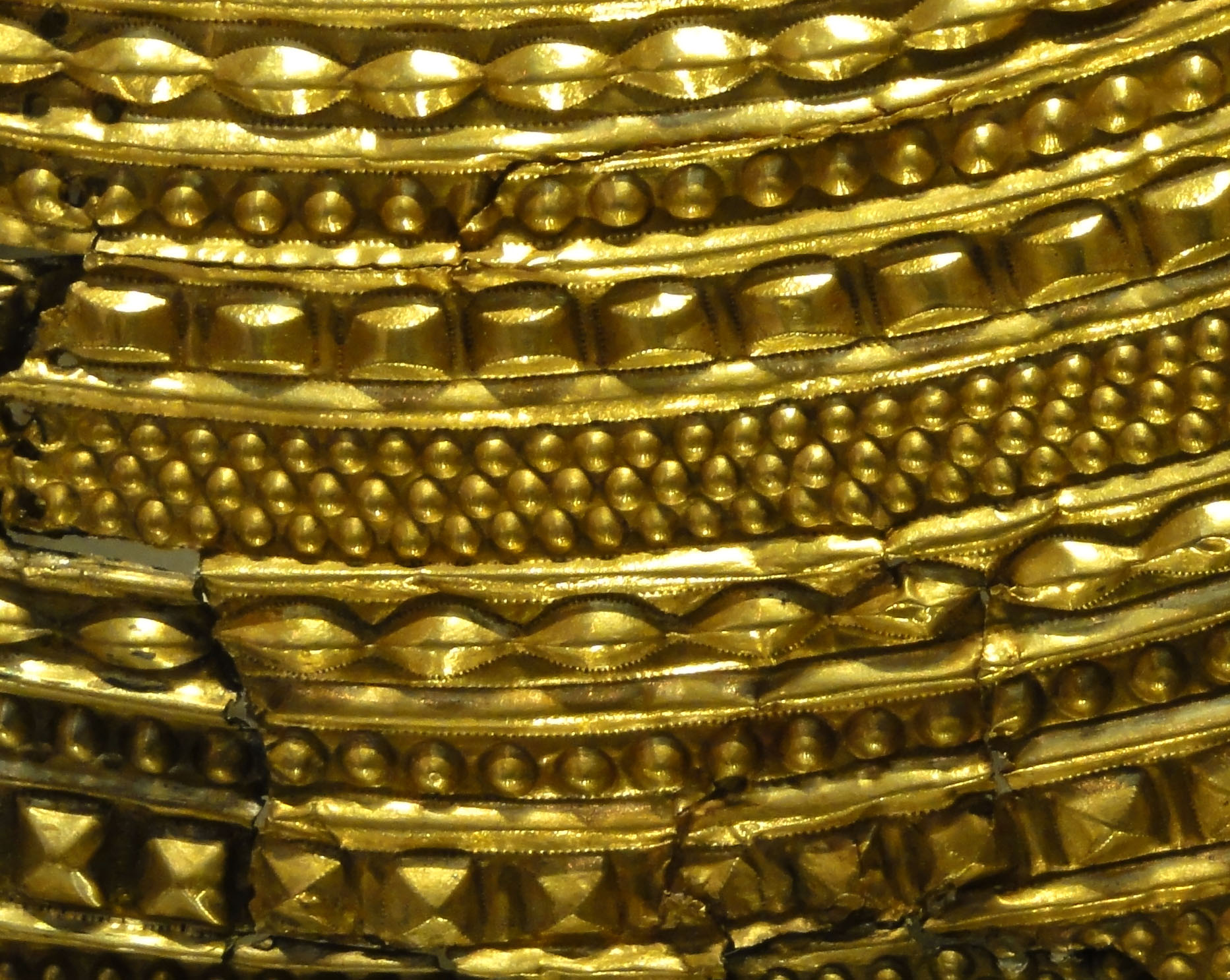
Details der Verzierungen des Mold Capes

Das Cape ist aus einem einzigen, etwa tischtennisballgroßen Stück Gold getrieben worden. Das feine Goldblech (0,11 mm) wurde von innen heraus mit gepunzten Dekorationen aus Rippen und Vorsprüngen verziert, die Perlenketten unter den Falten des Tuches imitieren. Es ist nach der Restauration wieder etwa 45 cm breit und 30 cm tief. Zahlreiche, gleichmäßig angebrachte Perforationen entlang der oberen und unteren Kante deuten darauf hin, dass es einmal an einer Bekleidung, vielleicht aus Leder, befestigt war, die zerfallen ist.
Das Cape aus 23-karätigem Gold wiegt etwa ein Kilogramm. Der berühmteste Fundteil aus der Bronzezeit Großbritanniens gilt als eines der schönsten Stücke der europäischen Handwerkskunst jener Zeit. Dazu gehörten auch Bernsteinperlen und Bronzeplatten. Er wird in seiner Bedeutung mit den kontinentalen Goldhüten und der Himmelsscheibe von Nebra gleichgesetzt. Über die Herkunft des benötigten Goldes, die Schmiedewerkstatt und den Träger oder die Trägerin ist nichts bekannt. Es wird im British Museum in London ausgestellt.